# Trinom

Straturi din derivate din coeficienții dintr-o diagramă ternară inversată a termenilor din dezvoltarea puterilor unui trinom

În algebra elementară⁠(d) un trinom este un polinom format din trei termeni (monoame).

## Exemple de expresii de tip trinom
1. {\displaystyle 3x+5y+8z} cu variabilele {\displaystyle x,y,z}
2. {\displaystyle 3t+9s^{2}+3y^{3}} cu variabilele {\displaystyle t,s,y}
3. {\displaystyle 3ts+9t+5s} cu variabilele {\displaystyle t,s}
4. {\displaystyle ax^{2}+bx+c}, trinom de gradul al doilea  în formă canonică⁠(d) cu constantele {\displaystyle a,b,c}. (Expresiile pătratice nu sunt întotdeauna trinoame, aspectul expresiilor poate varia.)
5. {\displaystyle Ax^{a}y^{b}z^{c}+Bt+Cs} cu variabilele {\displaystyle x,y,z,t,s}, {\displaystyle a,b,c} întregi nenegativi și {\displaystyle A,B,C} constante oarecare.
6. {\displaystyle Px^{a}+Qx^{b}+Rx^{c}} unde {\displaystyle x} este variabila, constantele {\displaystyle a,b,c} sunt întregi nenegativi, iar {\displaystyle P,Q,R} constante oarecare.

## Ecuația trinomială
O ecuație trinomială este o ecuație polinomială care are trei termeni. Un exemplu este ecuația {\displaystyle x=q+x^{m}} studiată de Johann Heinrich Lambert în secolul al XVIII-lea.

### Câteva trinoame particulare
- Trinomul pătratic în formă canonică (ca mai sus):

{\displaystyle ax^{2}+bx+c}
- Suma sau diferența a două cuburi:

{\displaystyle a^{3}\pm b^{3}=(a\pm b)(a^{2}\mp ab+b^{2})}
- Un tip particular de trinom care poate fi factorizat⁠(d) într-o manieră similară cu cel pătratic, deoarece poate fi considerat un trinom pătratic într-o nouă variabilă, xn. Această formă este factorizată ca:

{\displaystyle x^{2n}+rx^{n}+s=(x^{n}+a_{1})(x^{n}+a_{2}),}
unde
{\displaystyle {\begin{aligned}a_{1}+a_{2}&=r\\a_{1}\cdot a_{2}&=s.\end{aligned}}}
De exemplu, polinomul (x2 + 3x + 2) este un exemplu de acest tip de trinom cu n = 1. Soluția a1 = −2 și a2 = −1 din sistemul de mai sus dă factorizarea trinomială:
(x2 + 3x+ 2) = (x + a1)(x + a2) = (x + 2)(x + 1).